# Quercus boyacensis
Quercus boyacensis är en bokväxtart som beskrevs av José Cuatrecasas. Quercus boyacensis ingår i släktet ekar, och familjen bokväxter.
Artens utbredningsområde är Colombia. Inga underarter finns listade.